# Bukowa Góra (Biskupiec)
Bukowa Góra (deutsch Bukowagurra, 1927 bis 1945 Buchenberg) ist ein Ort in der polnischen Woiwodschaft Ermland-Masuren. Er gehört zur Gmina Biskupiec (Stadt- und Landgemeinde Bischofsburg) im Powiat Olsztyński (Kreis Allenstein).

## Geographische Lage
Bukowa Góra liegt in der nördlichen Mitte der Woiwodschaft Ermland-Masuren, 22 Kilometer südwestlich der früheren Kreisstadt Rößel (polnisch Reszel) bzw. 34 Kilometer nordöstlich der heutigen Kreismetropole und auch Woiwodschaftshauptstadt Olsztyn (deutsch Allenstein).

## Geschichte
1587 war das Gründungsjahr für den seinerzeit Bukowagurra, vor 1785  Buckowogorra, nach 1785 Bukowagura und nach 1820 Bukowogorra genannten Ort, der von ein paar kleinen Gehöften gebildet wurde. Südwestlich des Dorfes befanden sich drei Ziegeleien. 1785 wurde Buckowogorra als Bauerndorf mit vier Feuerstellen genannt, 1820 als Stadt-Dorf mit sechs Feuerstellen bei 42 Einwohnern.
1874 wurde Bukowagora in den neu gebildeten Amtsbezirk Wengoyen (polnisch Węgój) im ostpreußischen Kreis Rößel eingegliedert und gehörte bis 1945 dazu.
Im Jahre 1885 waren in Bukowagurra 42 Einwohner registriert, im Jahre 1910 waren es 61. Am 19. Februar 1927 wurde das Dorf wohl aus politisch-ideologischen Gründen der Abwehr fremdländisch klingender Ortsnamen in „Buchenberg“ umbenannt. Die Einwohnerzahl belief sich 1933 auf 59 und 1939 auf 58.
Als 1945 in Kriegsfolge das gesamte südliche Ostpreußen an Polen fiel, erhielt Buchenberg die polnische Namensform „Bukowa Góra“ und ist heute eine Ortschaft im Verbund der Stadt- und Landgemeinde Biskupiec (Bischofsburg) im Powiat Olsztyński (Kreis Allenstein), von 1975 bis 1998 der Woiwodschaft Olsztyn, seither der Woiwodschaft Ermland-Masuren zugehörig.

## Kirche
Bis 1945 war Bukowagurra resp. Buchenberg in die evangelische Kirche Bischofsburg (polnisch Biskupiec) in der Kirchenprovinz Ostpreußen der Kirche der Altpreußischen Union, außerdem in die römisch-katholische Kirche Wengoyen (polnisch Węgój) im damaligen Bistum Ermland eingepfarrt.
Heute gehört Bukowa Góra weiterhin zur katholischen Kirche Węgój, die jetzt dem Erzbistum Ermland zugeordnet ist. Die evangelischen Einwohner orientieren sich zur Kapellengemeinde Biskupiec, einer Filialgemeinde der Pfarrei Sorkwity (Sorquitten) in der Diözese Masuren der Evangelisch-Augsburgischen Kirche in Polen.

## Verkehr
Bukowa Góra erreicht man über eine Nebenstraße von Łabuchy (Labuch) aus. Eine Bahnanbindung besteht nicht.